# Bezgovo cvrtje
Bezgovo cvrtje so ocvrti cvetovi črnega bezga. 
V Evropi je bila uporaba bezgovih cvetov za cvrtje poznana že v srednjem veku. V preteklosti so to jed pripravljali, če je bilo dovolj jajc na razpolago. Podobno kot cvetove bezga se lahko cvre polnjene cvetove bučk in akacijeve cvetove. Po mnenju Jelene De Belder so bile ob prehodu pomladi v poletje palačinke z bezgovimi cvetovi, ocvrti cvetovi akacij in šabesa najlepši del ljudske kuhinje.

### Sestavine in priprava
Med peko cvetovi plavajo v maščobi. Včasih je bila to mast ali maslo, danes se uporablja olje. Najbolj osnovno testo vsebuje zgolj jajca in sol, poleg tega lahko še mleko in moko. V testo se lahko doda tudi belo vino ali jabolčni sok, vanilin sladkor, naribano limonino lupino, narezane mandlje, rum (žganje) ali kis, sezamova zrnca, koruzni škrob, kokos ali cimet. S pivskim testom (jajca, sol, pivo in moka) namesto omletnega naj bi se maščoba manj čutila. Felicita Kalinšek je za bolj krhko ocvrto cvetje svetovala več jajc in manj moke. Bezgove cvetove se običajno posuje s sladkorjem, pokaplja se jih lahko tudi z medom. Pred kuhanjem nekateri odsvetujejo pranje cvetov zaradi škropljenja maščobe, manj intenzivnega bezgovega vonja in odstranitve cvetnega prahu.
Recept Ivana Ivačiča je predlagal paniranje cvetov, najprej mokanje, nato pomakanje v stepena jajca, ki se jim lahko doda žlico mleka in žlico moke. Italijanski kuhar Bartolomeo Scappi je v šestnajstem stoletju razvil recept za ocvrte bezgove kroglice, ki je predvideval tudi uporabo svežega sira, kruhovih drobtin in žafrana. Jedi iz mešanice stepenega jajca in bezgovega cvetja, ocvrte na masti, se reče tudi »potica«.